# 尊稱皇后
尊稱皇后，是只見於日本平安時代中期至鐮倉時代的一種制度，對象有：天皇准母、養母、姑母、叔母和未婚的姐妹等，女性皇族一旦受封，與天皇在名義上即為養母子關係。

## 名詞釋意
日本皇室有古言：「非天皇配偶或血親者也可宣下為后」，也就是即使不是天皇實際上的妻子也能成為皇后。既然只是尊稱，因此受尊者並不須履行皇后職責，只是在名義上得到皇后（或中宮）的身分地位，近似於一種榮銜。首次引用此言的是醍醐天皇，當時他尊封了自己的養母藤原溫子。
藤原溫子是宇多天皇女御，後為醍醐天皇養母。在養子登基後，藤原溫子因非皇族出身，因此不能稱皇太后，因而封為皇太夫人，同時藤原溫子還得到中宮職的供職，在實質意義上已經得到了中宮的身分。

## 歷史概說
在前文中首開先河的藤原溫子後，白河天皇皇女－媞子內親王於寬治元年（1087年）成為堀河天皇准母，五年後受尊稱為中宮（異說為皇后），成為堀河天皇名義上的正妻。
在媞子內親王後，尊稱皇后一制漸成。媞子內親王的同母妹令子內親王，成為第二位受尊稱者。堀河天皇29歲崩御，遺下獨子宗仁親王年僅4歲，不久即位，是為鳥羽天皇。因天皇太過年幼，於是以白河上皇之命，令子內親王成為鳥羽天皇皇后宮，同時也有使令子內親王，成為鳥羽天皇後台的實質意義。
而在前代天皇（堀河天皇）駕崩後出家的中宮篤子內親王，直到鳥羽天皇即位，仍繼續接受中宮職的供職，因此實質上的中宮仍為篤子內親王，因此原本欲尊稱為中宮的令子內親王就稱皇后，此後形成：「尊稱者名號為皇后」之定例。至此，尊稱皇后的制度已大致完備。

## 尊稱皇后者
| 名號             | 名諱（生歿年）           | 雙親                               | 尊稱依據                   | 院號                       | 尊稱日期      |
| ---------------- | ------------------------ | ---------------------------------- | -------------------------- | -------------------------- | ------------- |
| 中宮             | 藤原溫子（872～907）     | 父太政大臣藤原基經、母操子女王     | 醍醐天皇養母               | 無，稱東七条               | 893年         |
| 中宮（異說皇后） | 媞子內親王（1076～1096） | 父白河天皇、母中宮藤原賢子         | 堀河天皇                   | 郁芳門院                   | 1091年        |
| 皇后宮           | 令子內親王（1078～1144） | 父白河天皇、母中宮藤原賢子         | 鳥羽天皇母                 | 無，最高稱號為二条太皇太后 | 1107年        |
| 皇后宮           | 統子內親王（1126～1189） | 父鳥羽天皇、母中宮藤原璋子         | 後白河天皇母               | 上西門院                   | 1158年        |
| 皇后宮           | 亮子內親王（1147～1216） | 父后白河天皇、母従三位藤原成子     | 後鳥羽天皇母               | 殷富門院                   | 1182年        |
| 皇后宮           | 範子內親王（1177～1210） | 父高倉天皇、母小督局               | 土御門天皇母               | 坊門院                     | 1196年        |
| 皇后宮           | 昇子內親王（1195～1211） | 父後鳥羽天皇、母藤原任子           | 順德天皇母                 | 春華門院                   | 1208年        |
| 皇后宮           | 邦子內親王（1209～1283） | 父後高倉院守貞親王、母持明院陳子   | 後堀河天皇母               | 安嘉門院                   | 1221年        |
| 皇后宮           | 曦子內親王（1124～1262） | 父土御門天皇、母宮人源氏           | 後嵯峨天皇母               | 仙華門院                   | 1248年        |
| 皇后宮           | 利子內親王（1197-1251）  | 父守貞親王、母持明院陳子           | 四条天皇母                 | 式乾門院                   | 1233年6月20日 |
| 皇后宮           | 姈子內親王（1270～1307） | 父後深草天皇、母東二条院西園寺公子 | 後二条天皇母、後宇多天皇妃 | 遊義門院                   | 1285年8月     |
| 皇后宮           | 弉子內親王（1124～1262） | 父後宇多天皇、母藤原忠子           | 後醍醐天皇母               | 達智門院                   | 1319年        |